# Seiken

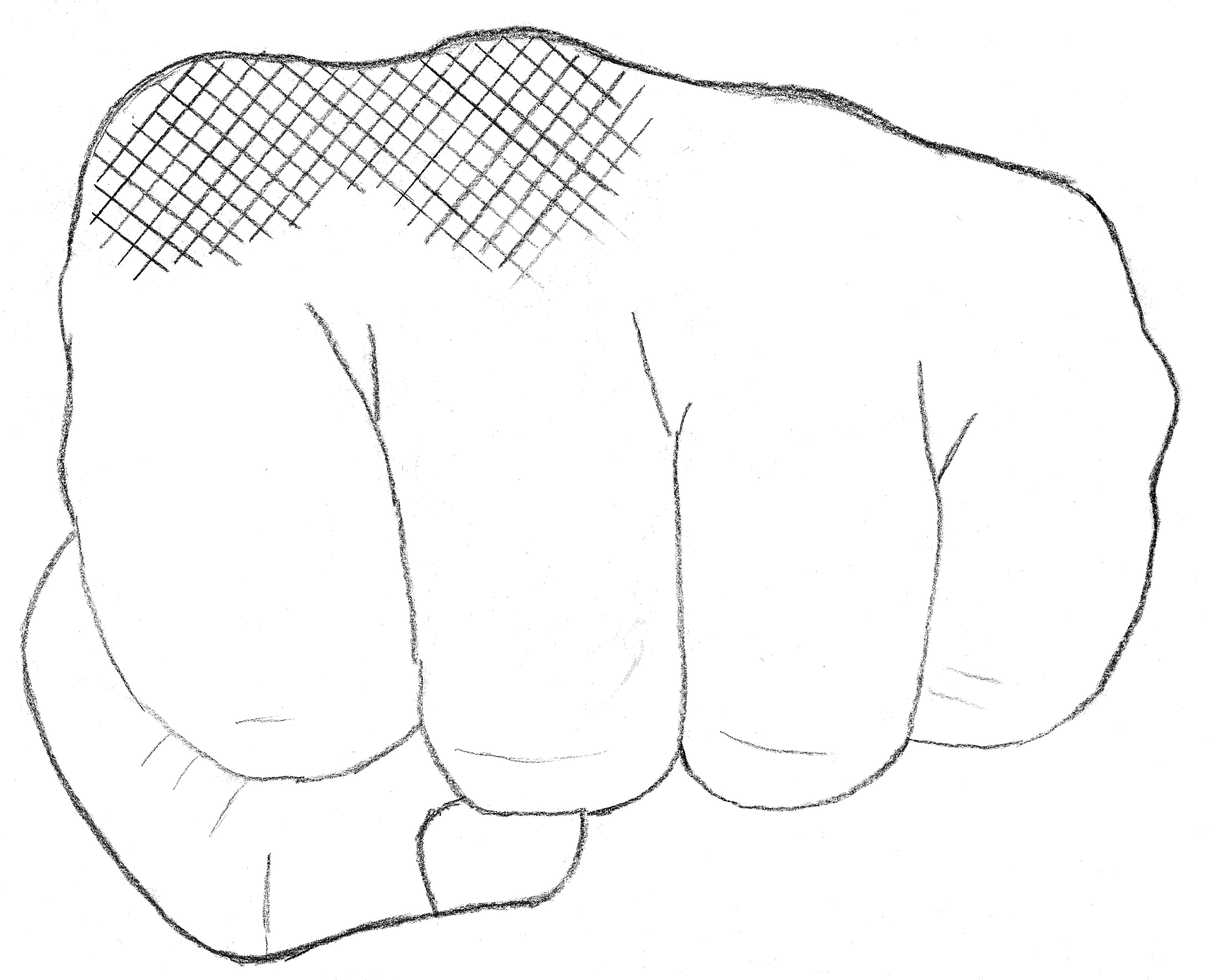
Golpe Seiken y su zona golpeadora.

Seiken (cabeza de ternero) Es un golpe simple de Karate.
Es un golpe de Karate considerado un puño normal o fundamental. Se arma cerrando los dedos entre sí y replegando con fuerza el dedo pulgar sobre las falanges de los dedos índice y corazón. Otras escuelas repliegan el pulgar apoyándolo firmemente sobre el dedo índice, permitiendo así una mayor relajación de la mano. Una variante aún más interesante deja el pulgar extendido sobre el dedo índice, lográndose así que la superficie golpeadora presente un efecto de espolón.
Sea cual sea el modo de situar el pulgar, cuando se golpea hay que tratar de hacerlo con los kentos, esto es las articulaciones de los dedos índice y corazón. Las demás articulaciones son más frágiles y no pueden soportar impactos fuertes y repetidos, aunque esto no sea excusa para descuidarlas, ya que en el transcurso de las peleas se pega con los cuatro nudillos.
El puño, la muñeca y el antebrazo deben formar un sólida línea recta con el fin de proporcionar solidez a la muñeca y lograr al mismo tiempo que el golpe no sea absorbido exclusivamente con el puño.